# Німецька євангелічно-лютеранська церква України
Німе́цька євангелі́чно-лютера́нська це́рква Украї́ни (НЄЛЦУ) — християнська церква, одна з протестантських лютеранських деномінацій України, що була заснована 1992 році й отримала офіційний статус в 1993 році.  
Адміністративний центр (Церковне управління) розташовується в м. Одеса. Секретаріат єпископа знаходиться в м. Харків, згідно з місцем служіння єпископа Павла Шварца (див. Кірха Святого Вознесіння). Чисельність членів — менше 1000 чоловік.   
Церква вважається правонаступницею Євангелічно-лютеранської церкви Російської Імперії та Євангелічної церкви Аугсбургського і Гельветського віросповідання в Австро-Угорській імперії. 
Станом на 2023 рік церква налічує всього 24 громад, більшість з яких займають простори східної та південної частини України. При церкві діють недільні школи, проводяться конференції, богословські лекції та катехизисні заняття для дорослих. НЄЛЦУ користується широкою підтримкою Євангелічно-лютеранської церкви Баварії і входить до Союзу Євангелічно-лютеранських церков, Всесвітньої лютеранської федерації та Спільноти протестантських церков Європи. 
На початок 2023 року існує фактично два об'єднання громад НЄЛЦУ. Головна група з 18 громад обрала керівником церкви єпископа Павла Шварца, який згідно з державним реєстром є керівником Церковного управління (Єпископат) НЄЛЦУ, що визнано Всесвітньою лютеранською федерацією та Міністерством культури України. З 2017 року НЄЛЦУ веде діалог з реформатськими громадами СРЄЦ. Станом на 2023 рік 3 реформатські громади (Рівне,  Івано-Франківськ, с.Підгайчики) активно беруть участь в лютерансько-реформатському діалозі. 5 громад НЄЛЦУ (Дніпро, Луцьк, Львів, Херсон, Лозова) продовжують вважати керівником церкви Сергія Машевського.  

## Віра
Німецька євангелічно-лютеранська церква України визнає Святе Письмо Старого і Нового Заповітів єдиним непогрішимим джерелом церковного віровчення. Зокрема визнаються Апостольський, Нікейський та Афанасіївський символи віри, а також вважає Ауґзбурзьке сповідання й Малий катехізис Мартіна Лютера істинними і чистими тлумаченнями Слова Божого.
Інші визнані віросповідні книги включають Церковний захист Аугсбурзького сповідання, Шмалькальдські статті, Великий катехізис Мартіна Лютера, Формулу злагоди, Трактат про владу і примат Папи, Про рабство волі і Левенберзьку конкордію.

## Історія
Вперше лютеранство в Україні розповсюдилося в другій половині XVI століття, і переважно, спочатку були особливо численні на Галичині, Побужжі, Волині, Закарпатті, Брацлавщині й Київщині.

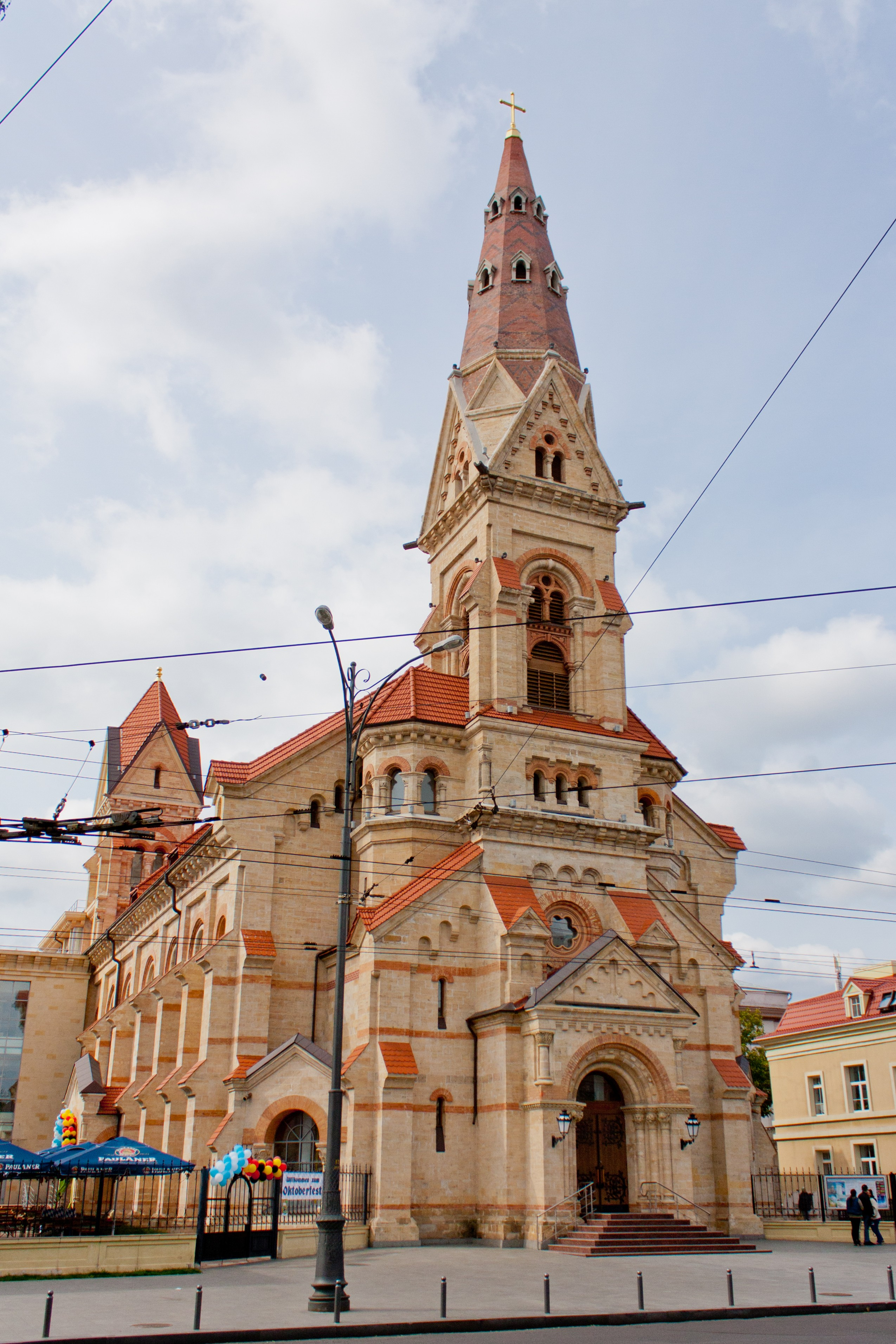
Євангелічно-лютеранська церква Св. Павла в м.Одеса

Початки лютеранства на Наддніпрянщині припадають на кінець XVIII — початок XIX століття. Водночас Московське царство закликало в країну переселенців на новопридбані ділянки землі вздовж північного узбережжя Чорного моря. Численні фермери та ремісники, особливо з Вюртемберга та Пфальца, заснували тут, у Новоросії, села. У містах німецькі купці та офіцери також незабаром створили нові протестантські громади, оскільки більшість іноземців сповідувало лютеранство. До середини ХІХ ст. лютеран налічувалося близько 500 тис. осіб.
Будувалися церкви — церква Святого Павла в Одесі на 1 200 місць була третьою за величиною лютеранською духовною спорудою в Росії після соборів у Москві та Санкт-Петербурзі. При церквовній громаді була школа, сиротинці та притулки, а також лікарні. Разом з тим цар Микола І затвердив консісторіальний статут Євангелічно-лютеранської церкви на Російській Імперії й уніфікував підготовку лютеранських пасторів на теологічному факультеті Тартуського університету (Естляндська губернія).
У роки після Жовтневої революції боротьба комунізму проти релігії призвела до гонінь лютеран, що розташовувалися на територіях новоствореного Радянського Союзу, куди на той час входила й Україна. Численні пастори з України стали жертвами сталінського терору в 1930-х роках. Ті, хто пережив депортацію, наприкінці Другої світової війни втекли з німецькими військами або були депортовані до Сибіру. Лише декотра частина з 400 000 українських німців пережили — асимільовані і позбавлені самоусвідомлення — радянський період в Україні.
Політика гласності Михайла Горбачова і подальший розпад Радянського Союзу відкрили для німців можливість повернутися на батьківщину відвідавши рідних. У 1992 році в Україні все ще налічувалося 40 000 осіб, які визнали своєю національністю «німець». Їхнім єднальним центром стали німецькі культурні об'єднання під назвою «Відродження».
З «Відродження» вийшли перші групи, які зареєстрували власні церковні громади. Серед них, є громади у великих містах, таких як Київ (св. Катерини), Одеса (св. Павла), Харків та Львів, а також невеликі громади в Криму та на сході України.

## Сучасність
1992 року за підтримки Союзу Мартіна Лютера (нім. Martin Luther Verein) почалося відродження структури лютеранської церкви в Україні. Лютеранські громади Києва, Одеси, Львова та Дніпра ухвалили рішення про створення Німецької євангелічно-лютеранської церкви України. Першим президентом синоду став Юрій Шеффер, а суперінтендентом Віктор Грефенштейн, виходець із братньої лютеранської громади в місті Талдикорган, Казахстан. НЄЛЦУ увійшла до складу Євангелічно-лютеранської церкви в Росії та інших державах (ЄЛКРАС) на правах автономної церкви. До 1995 року до НЄЛЦУ приєдналися ще 22 громади. У церквах відбувалися масові хрещення і конфірмації, але також активно відбувався процес еміграції членів НЄЛЦУ в Німеччину.
Архієпископ ЄЛКРАС Георг Кречмар наполягав на введенні жіночої ординації в Україні. Це стало причиною конфлікту із суперінтендентом Віктором Грефенштейном. У 1995 році Грефенштейн заявив про вихід зі складу ЄЛКРАС і склав із себе повноваження суперінтендента. За ним послідувала частина громад Одеси, Миколаєва та Ялти, пізніше зареєстровані як Братські євангелічно-лютеранські церкви. Спільно з іншими громадами братської традиції вони утворили об'єднання, яке пізніше стало Синодом євангелічно-лютеранських церков України.
Незважаючи на розкол, церква продовжила розвиватися. VII Синод НЄЛЦУ, що проходив у вересні 2000 року в Одесі, ухвалив два важливих для церкви рішення. Делегати Синоду проголосували проти жіночої ординації в НЄЛЦУ, й за те, щоб залишити слово «німецька» в назві об'єднання.
У 2000 році Теологічну семінарію ЄЛКРАС у Новосаратівці закінчив перший український випускник. У 2001 році відбулася перша зміна християнського табору «Глорія». У 2008 році до спілкування з НЄЛЦУ увійшла громада «Спасіння» в місті Шостка і група вихідців з євангельських церков Києва, члени яких не були етнічними німцями. Через два роки громада Шостки стала повноправним членом НЄЛЦУ.
2010 року було знову відкрито відроджену Лютеранську церкву Святого Павла в Одесі, закриту 1927 року і зруйновану пожежею 1976 року. Реконструкція коштувала 7 мільйонів євро, 2/3 з яких були надані ЄЛЦ Баварії, інша частина — земельним урядом Баварії, Федеральним урядом Німеччини та приватними особами.
У 2012 році відкрилася Міжнародна біблійна школа в селі Петродолинське.

## Структура

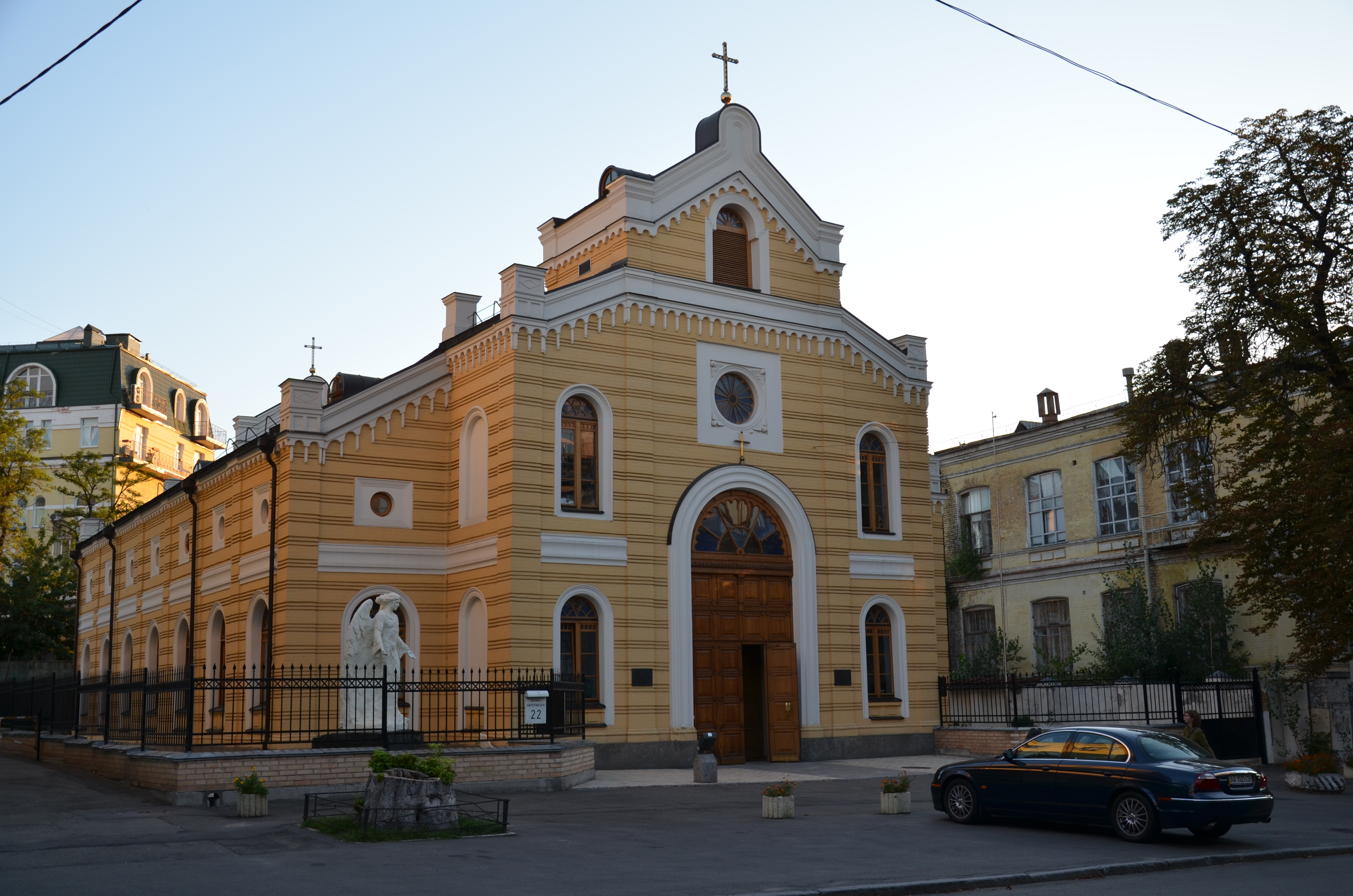
Вид на лютеранську церкву Святої Катерини в Києві.

На початку свого існування НЄЛЦУ налічувала 30 громад, в яких працювало 15 пасторів та понад 40 проповідників. У 2013 році вона налічувала близько 3 000 членів.
Вищим органом прийняття рішень є Синод; завдання церковного керівництва здійснюються в період між засіданнями Синоду обраним Синодальним комітетом та єпископом. Відносини з іншими церквами НЄЛЦУ були реорганізовані міжцерковною угодою, яка набула чинності з моменту її підписання 28 листопада 2010 року.
В період з 2015 по 2018 року через керівництво єпископа Машевського більшість громад з офіційного складу були позбавлені протизаконно права участі в Синоді, у тому числі громада в Києві, а також у Донецьку та Кривому Розі.  У 2018 року більшості громад вдалося відновити спілкування, провести Синод та обрати нового єпископського візитатора, а в 2019 році єпископа. Громада в Миколаєві юридично належить до НЄЛЦУ (станом на 2022 рік), але «давно відмовляється» від контактів з НЄЛЦУ.
Через російську анексію Криму і війну на Донбасі церква втратила вісім громад, а кількість священнослужителів була скорочена. Станом на січень 2023 року до складу НЄЛЦУ офіційно входять 24 лютеранські громади, які налічують 1 000 членів, та ще 160 членів у трьох реформатських громадах, які є асоційованими членами. Церква має одного єпископа, п'ять пасторів, одного диякона, одного практиканта на дияконське служіння, одного вікарія (на пасторське служіння) і двох проповідників (станом на січень 2023 рік). 

## Теологічна орієнтація
Під керівництвом єпископа Машевського НЄЛЦУ все дедалі наближала власні погляди до традиціоналістичних лютеранських позицій. Таким чином рукоположення жінок-пасторів унеможливлене. Врешті, навіть при головуванні єпископа Павла Шварца питання висвячення жінок не обговорюється і не підіймається, згідно з раніше проведеною церковною нарадою, де більшість висловило бажання знехтувати нововведенням.

## Політична позиція
Священнослужителі київської кірхи Св. Катерини рішуче підтримали учасників євромайдану 2014 року, відкривши одними із перших двері церкви для демонстрантів та організувавши в ній госпіталь. В лютому 2014 року пастор НЄЛЦУ одеський пастор Андрій Гамбург постраждав у сутичці під час антиурядового мітингу.
24 лютого 2022 року, в день російського вторгнення в Україну, церква опублікувала на своєму сайті прохання до своїх парафіян «молитися не [тільки] за мир, але за справедливий мир, який має на меті не тільки вигнання агресора з нашої країни, але і справедливе покарання за його злочин. Але поки це не так, ми закликаємо всіх придатних до військової служби людей взяти участь у захисті нашої країни, а всіх інших — допомогти вам і людям, які цього потребують».
Після військового нападу Росії на Україну в лютому 2022 р. деякі напрямки роботи церкви зазнали серйозних змін, а окремі проєкти дияконії довелося взагалі зупинити. Завдяки партнерству з чотирма дияконічними організаціями, НЄЛЦУ підтримує бездомних людей та дітей з особливими освітніми потребами. На тлі війни українська церква наразі розширила свою участь, включивши в неї фінансову допомогу, оренду та надання житла внутрішньо переміщеним особам, розповсюдження харчів та медикаментів, а також проєкти «зарплата за працю». На вебсайті церкви можна знайти свідчення очевидців від членів церкви про їхній військовий досвід. Там вони розповідають, що з ними сталося і як вони знайшли в собі сили вижити.

## Громади церкви
До складу церкви входить 24 громади. Єпископ церкви проживає при харківській громаді. 

## Єпископи
Єпископ є духовним лідером НЄЛЦУ і за посадою входить до складу Єпископської ради СЄЛЦ.
Попередні посади: 
- Віктор Грефенштейн (1 лютого 1992 — 6 грудня 1995)
- Вальтер Клінгер (1995—1997)
- Герд Зандер (1997—1999)
- Едмунд Ратц (1999—2005)
- Георг Гюнч (2005 — 22 жовтня 2008)
- Уланд Шпалінґер (березень 22 жовтня 2008 — лютий 2014)[20]
- Сергій Машевський (2014—2018)
- Павло Шварц (2018  — нині)

Церковне управління НЄЛЦУ знаходиться за адресою: 65023 м. Одеса, вул. Новосельського 68 (Свято-Павлівський молитовний будинок). 

## Співробітництво
Церквою-партнером НЄЛЦУ з 1991 року по 30 червня 2015 року була Євангелічно-лютеранська церква Баварії (ЄЛЦБ). Партнерство було призупиненилося з боку ЄЛЦБ, через «ненадійні структури» управління, але одразу ж поновилися після зміни керівництва НЄЛЦУ у жовтні 2018 року. Ґустав Адольф Ворк також припинив фінансову підтримку НЄЛЦУ згідно з планом проекту на 2016 рік, проте згодом продовжив співробітництво.
З Лютеранською церквою — Синодом Міссурі зі США, яка представляє ортодоксальне лютеранство і входить до Міжнародної лютеранської ради, НЄЛЦУ домовилася про більш тісну співпрацю у 2016 році.
Всесвітня лютеранська федерація на своєму щорічному засіданні Ради 14 червня 2022 року прийняла НЄЛЦУ в церковне спілкування в якості індивідуального члена. Раніше НЄЛЦУ була членом лише в складі Союз Євангелічно-лютеранських церков, СЄЛЦ (Союз євангелічних лютеранських церков Росії та інших держав). 
Німецька євангелічно-лютеранська церква України співпрацює з Греко-католицькою церквою у проєкті «Примирення». Здійснює також співробітництво з римо-католицькою та православними церквами, а також з різними протестантськими конфесіями
НЄЛЦУ активно співпрацює з Євангелічно-Ауґзбурзькою церквою Польщі, через сприяння нового єпископ Павло Шварца, що якраз закінчив Євангелічну теологічну академію у Варшаві. Соціальні та освітні проєкти реалізуються за підтримки Центру місії та євангелізації в польському Дзінгелові та академії Interdiac.  
Як член Союзу ЄЛЦ, НЄЛЦУ входить до Всесвітньої лютеранської федерації та Спільноти протестантських церков Європи. У 2019 році Синод НЄЛЦУ ухвалив рішення про участь у вищезгаданих об'єднаннях, як незалежна церква і вступ до Конференції європейських церков. 

## Криза
Після того, як Баварська регіональна церква закінчила надсилати кандидатів на єпископа у 2013 році, НЄЛЦУ вперше обирала єпископа зі складу своїх пасторів. Члени синоду з 31 громади обрали новим єпископом російсько-німецького пастора Сергія Машевського 27 голосами проти пастора Гамбурга з Одеси з 24 голосами.
Однак, незабаром після його обрання НЄЛЦУ була занурена в серйозну кризу. Критики почали звинувачувати Машевського в деспотичному стилі керівництва, фінансовій непрозорості та інших неправомірних діях. Машевський змінив весь штат одеського офісу НЄЛЦУ. Договори на служіння для іноземних критично налаштованих пасторів Хаска (Київ) і Гамбурга (Одеса) не були продовжені, попри декларацію про підтримку зі сторони німецьких лютеранських церков, які фінансували їх служіння. «Машевський встановив диктаторську систему, яка не має нічого спільного з лютеранським розумінням церкви», — сказав його попередник на посаді Уланд Шпалінґер.
Президент синоду Костянтин Бурлов-Васильєв був звільнений у липні 2016 року після того, як закликав до усунення єпископа Машевського. На Синоді 2016 року 24 з 51 обраних членів синоду було відмовлено у в'їзді приватною службою безпеки, оскільки їхні громади більше не були членами НЄЛЦУ. Фінансовий стан церкви був затверджений без належного бюджетного звіту та фінансового планування.
9 жовтня 2018 року переважною більшістю голосів Синод НЄЛЦУ виразив недовіру до єпископа Сергія Машевського і, відповідно до Статуту НЄЛЦУ, обрав його наступником на один рік («єпископським візитатором») Павла Шварца, пастора євангелічно-лютеранської громади Воскресіння Христового м. Харкова. 19 жовтня 2018 року Шварц був поставлений єпископом 1 грудня 2018 року, під головуванням головуючого СЄЛЦ єпископа Олександра Шеєрманна, за участю єпископів з Польщі, Угорщини, Грузії та інших високопоставлених вітчизняних та закордонних церковних діячів і політиків, а також представників громад НЄЛЦУ.
Раніше, 21 листопада 2018 року, в День покаяння і молитви, священнослужителі НЄЛЦУ написали листа про примирення Мащевському та його прихильникам, в якому закликали до спільних дій на благо громад і церкви та запросили їх на поставлення Шварца. За повідомленням Товариство Мартіна Лютера, Машевський назвав цей лист «маячнею божевільних для дебільних читачів».
Попри те, що Синод проголосував проти Машевського, він далі продовжив себе вважати при посаді величаючись «єпископом всієї України» за підтримкою певної частини парафіян. Машевський зміг скасувати державну реєстрацію Павла як керівника Церковного управління НЄЛЦУ, а отже, все ще мав доступ до її фінансів, нерухомості та автомобілів, що, своєю чергою, означало, що ЄЛЦБ ще не відновив фінансову підтримку НЄЛЦУ. Під час кризи кількість членів НЄЛЦУ різко скоротилася: коли Машевський вступив на посаду в 2013 році, вона все ще налічувала від 2000 до 2500 членів; навесні 2019 року громади Шварца і Машевського разом узяті все ще налічували близько тисячі членів. 5 липня 2019 року церковне керівництво НЄЛЦУ оприлюднило офіційну заяву щодо Машевського, його діяльності та правової ситуації.
Синод НЄЛЦУ 2019 25–26 жовтня обрав Павла Шварца на посаду єпископа, який до цього був єпископським візитатором протягом одного року, на термін на п'ять років. Вступив на посаду 30 листопада 2019 року.
17 травня 2021 року НЄЛЦУ повідомила, що «органи виконавчої та судової влади України визнали право НЄЛЦУ самостійно здійснювати контроль за дотриманням Статуту церкви та управління церковним господарством». Компетентні органи внесли до державного реєстру подання, що засвідчує новообраного єпископа Павла Шварца офіційним визнаним главою церковного управління (єпископату), з чого випливає, що Павло має законні повноваження регулювати всі питання, які стосуються взаємовідносин між церквою та державою.
16 липня 2021 року НЄЛЦУ опублікувала відозву під назвою «Деокупація храму», де ходиться про те, що новостворений орган — Державна служба України з питань етнополітики та свободи совісті — визнав Павла Шварца керівником церковного управління НЄЛЦУ і тепер можна розпочинати процес деокупації храму. В ході перевірки діяльності Сергія Машевського і попереднього церковного керівництва було встановлено, що Машевський розкрадав майно НЄЛЦУ в особливо великих розмірах з метою самозбагачення.